# Paróquia Sant'Ana (Castro)
A Paróquia Sant'Ana é uma circunscrição eclesiástica católica brasileira sediada no município de Castro, no estado do Paraná. Foi fundada a 19 de março de 1774, é a paróquia mais antiga da Diocese de Ponta Grossa, mais antiga até mesmo que a Catedral diocesana. É administrada pelos Padres Diocesanos. Seu pároco é Padre Martinho Luiz Hartmann.
A Igreja Matriz Senhora Sant'Ana apresenta lustres de cristal que foram doados por D. Pedro II e um sino de bronze que foi rachado em comemoração ao final da II Guerra Mundial.